# Dietrich von Werder (Minister)

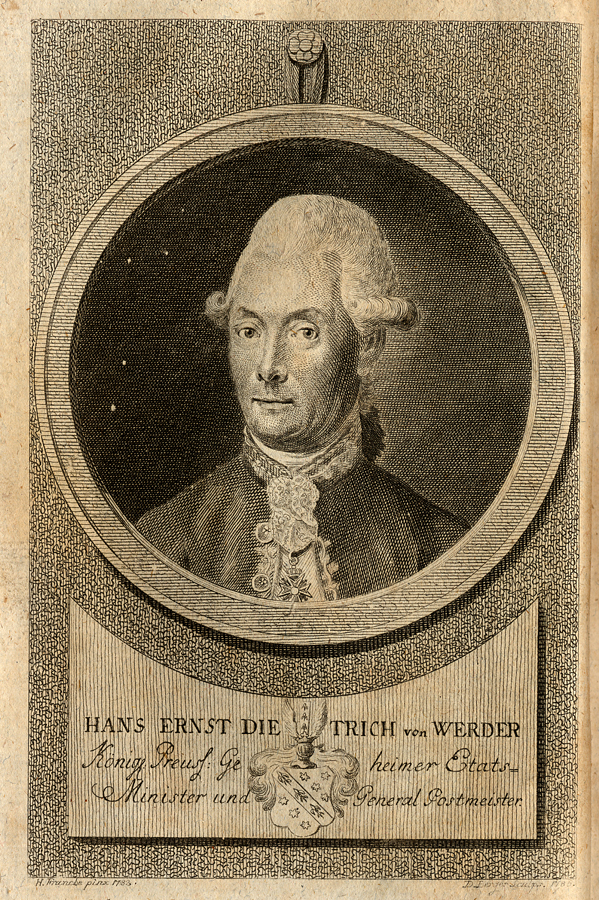
Dietrich von Werder

Hans Ernst Dietrich von Werder (* 23. September 1740 auf dem Rittergut Rogäsen; † 22. Juni 1800 ebenda) war ein preußischer Minister, Generalpostmeister und Domherr von Brandenburg.

## Leben

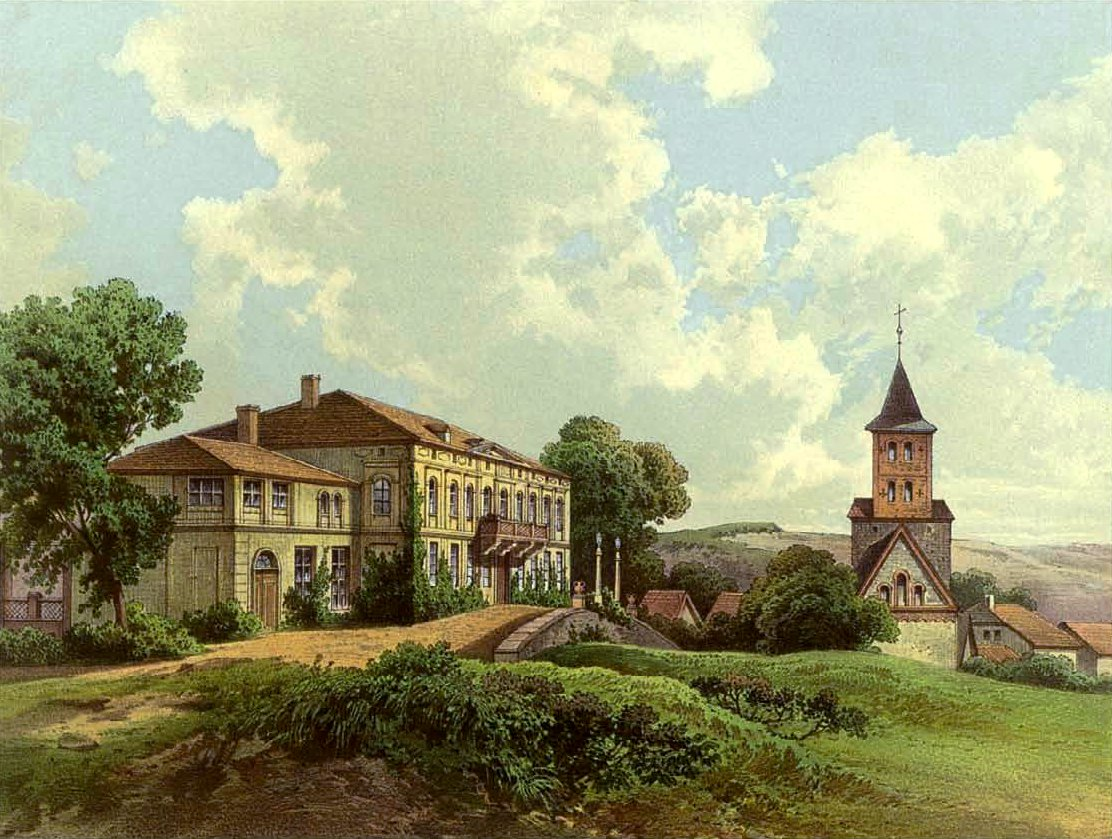
Rittergut Rogäsen um 1869/70, Sammlung Alexander Duncker

### Herkunft
Dietrich entstammte dem brandenburgischen Adelsgeschlecht von Werder. Er war der Sohn des preußischen Sekondeleutnants und Herrn auf Rogäsen Hans Christoph von Werder (1705–1741) und der Sophie, geborene von Schick (1708–1757) aus dem Hause Queetz.

### Karriere
Werder verbrachte seine Kindheit und frühe Jugend in Genthin, wo er unter der Vormundschaft des Hauptmanns Albrecht Ludwig von Britzke von seiner Mutter erzogen wurde. Er besucht die Ritterakademie in Dom Brandenburg und trat 1754 in das Leib-Karabinierregiment der Preußischen Armee in Rathenow ein, mit dem er am Siebenjährigen Krieg bis zum Frieden von Hubertusburg 1763 teilnahm. Im Jahr darauf nahm er seinen Abschied aus der Armee, um sich der Bewirtschaftung seines Gutes Rogäsen zu widmen, das er im Laufe der Jahre durch den Erwerb angrenzender Liegenschaften erweiterte.
In den Folgejahren wurde er zum Landrat des Kreises Ziesar gewählt und 1774 erfolgte die Ernennung zum Domherrn des Stiftes Brandenburg. 1777 übertrug ihm die Magdeburger Provinzialverwaltung die Aufsicht über die Urbarmachung des Fiener Bruchs. Das Vorhaben wurde von Friedrichs dem Großen veranlasst. Auch sollte der Fiener Damm, die Querung durch das Bruch im Verlauf der Heerstraße Brandenburg–Magdeburg, einer bedeutenden Route zwischen Berlin und Magdeburg befestigt werden.
Im Jahre 1781 wurde Werder zum Geheimen Finanzrat im Generaldirektorium ernannt und im September nach Berlin berufen; sein Nachfolger als Landrat war Carl Ludwig von Bardeleben. Dort erfolgte am 31. Dezember die Ernennung zum Staats-, Kriegs- und dirigierenden Minister im Generaldirektorium. Dem Minister waren zunächst die Kurmark, später Magdeburg, Halberstadt und die Altmark unterstellt. Bald darauf erfolgte die Ernennung zum Chef des General-Accise- und Zolldepartements und nach dem Regierungswechsel ist Werder mit der Überprüfung der Steuergeschäfte und der Abschaffung der französischen Akzise-Verwaltung betraut worden.
In den Jahren 1790/91 hatte er den Vorsitz der Immediatkommission zur Untersuchung des Fabrikenwesens, wechselte aber Ende 1791 unfreiwillig vom Finanzressort zum Provinzial-Departement und übernahm die Verwaltung der Kurmark sowie die Zuständigkeit für die Kassensachen.
Werder war Ritter des Roten Adlerordens und Amtshauptmann zu Fischhausen.

### Familie
Werder heiratete am 26. Dezember 1764 Sophie Charlotte von Werder (1743–1775) aus dem Hause Kade und nach ihrem Tod am 15. September 1776 Wilhelmine Johanne von Witzleben (1759–1782). Am 6. April 1783 schloss Werder die Ehe mit Freiin von Printzen (1742(?)–1811), verwitwete Gräfin von Wartensleben. Sie war die Tochter von Friedrich Wilhelm von Printzen. Nach 1790 wurde diese Ehe „infolge erwiesener Untreue der Gattin“ geschieden. 
Die dritte Ehe blieb kinderlos, aus erster und zweiter Ehe hatte er fünf Söhne und neun Töchter, darunter:
- Hans (1771–1837), preußischer Generalleutnant
- Karl (1774–1813), preußischer Oberst und Kommandeur der Garde-Kavallerie-Brigade
- Friedrich (1781–1818), preußischer Major ⚭ Caroline Freiin von der Goltz
- Wilhelm (1782–1846), preußischer Rittmeister ⚭ Henriette Schöndorfer